# Schwarzautal
Schwarzautal – gmina targowa w Austrii, w kraju związkowym Styria, w powiecie Leibnitz. Według danych Austriackiego Urzędu Statystycznego liczyła 2299 mieszkańców (1 stycznia 2016).